# Andreas Evjen
Andreas Evjen (Narvik, 25 maggio 1969) è un ex calciatore norvegese, di ruolo difensore.

## Biografia
È il padre di Håkon Evjen, anch'egli calciatore.

## Carriera

### Club
Evjen giocò per il Mjølner e passò al Bodø/Glimt nel 1993. Esordì nella Tippeligaen il 20 maggio dello stesso anno, quando sostituì Tommy Hansen nel successo per 0-2 sul campo del Molde. Giocò 150 incontri nella massima divisione, con questa maglia.
Passò poi allo Start, militante nella 1. divisjon, per cui debuttò il 22 aprile 2001, quando fu titolare nel pareggio per 1-1 in casa dello HamKam. Rimase in squadra per quella sola stagione.